# María Paula Duque
María Paula Duque Samper (Bogotá, siglo XX) es una abogada y administradora de empresas colombiana. Fue una importante ejecutiva del sector de telecomunicaciones y tecnología, conferencias y activista en temas de liderazgo femenino

## Biografía
María Paula Duque nació en Medellín, Colombia en el hogar de Iván Duque Escobar y Claudia Samper Mejia. Es abogada graduada de la Universidad de los Andes, de donde egresó en 1994. Especialista en Opinión Pública y Marketing politico de la Universidad Javeriana, Magister en Administración de empresas de Inalde en Bogotá y con Maestría en gerencia de telecomunicaciones de Strathclyde University. Ha ocupado cargos directivos en el sector de telecomunicaciones, donde trabajó en el área regulatoria de empresas como Empresa de Teléfonos de Bogotá, Telecom, Empresas Públicas de Medellín y EPM Bogota. Fue Viceministra de telecomunicaciones de Colombia entre los años 2002 y 2005, a cargo de la ejecución de los proyectos sociales del Ministerio. Su trayectoria continuó en el sector de tecnología, donde ocupó cargos como directora de sector público y empresarial de Microsoft Colombia. Ocupó el cargo de Chief Customer Officer de Avianca —aerolínea latinoamericana—. Desde diciembre de 2021, ocupa el cargo de directora de sostenibilidad de Microsoft para América Latina. 
Ha sido miembro de varias juntas directivas como Internexa, Cámara de Comercio de Bogotá, Getcom, Credibanco y Seguros Bolívar. También fue miembro del Consejo nacional de Cine.
Es una reconocida conferencista en temas de liderazgo femenino bajo el nombre ¨liderazgo en Tacones¨, y hace parte de varios grupos promotores de la presencia de mujeres en el mundo corporativo, como Women in Connection Colombia, El club del 30% y Mujeres TIC, de la cual es fundadora. ha sido profesora de transformación digital en el Inalde, escuela de negocios de la que es egresada y del MBA y EMBA de la universidad de los Andes

## Familia
De su padre, Iván Duque Escobar, quien fue Ministro de Minas en los años ochenta, tiene dos hermanos: Iván Duque Márquez, presidente de Colombia entre 2018 y 2022, y Andres Duque Márquez. 
Está casada desde diciembre de 1997 con el periodista colombiano Nestor Morales, director de Mañanas Blu en Blu Radio y columnista para Noticias Caracol.